# Bruno Rezende
Bruno "Bruninho" Mossa de Rezende, född 2 juli 1986 i Rio de Janeiro, är en brasiliansk volleybollspelare. Rezende blev olympisk guldmedaljör i volleyboll vid sommarspelen 2016 i Rio de Janeiro.
På klubbnivå har han spelat för Fluminense FC, Unisul Esporte Clube, Floripa Esporte Clube, Modena Volley, Associação RJ de Esportes, SESI-SP, AS Volley Lube och Vôlei Natal.